# A.S.D. S.E.F. Tempio Pausania
Associazione Sportiva Dilettantistica SEF Tempio Pausania (trước đây là U.S.Tempio) là một câu lạc bộ bóng đá Ý có trụ sở tại Tempio Pausania, Sardinia. Màu sắc của nó là toàn màu xanh.
Câu lạc bộ đã chơi mùa giải 2006*07 tại Serie D / Division B, đạt vị trí đầu tiên và thăng hạng lên Serie C2. Sau mùa giải thông thường, Tempio tham gia giải đấu Scudetto Dilettanti cùng với 8 nhà vô địch từ các bảng khác và giành chiến thắng, với chiến thắng 4-1 trước Neapolis trong trận chung kết.
Tuy nhiên, câu lạc bộ sau đó đã bị từ chối tham gia Serie C2 trong mùa giải 2007-08 do bất thường về tài chính; cuối cùng đội đã được đưa vào giải đấu Prima Categoria, cấp độ thứ tám của bóng đá Ý, bởi Ủy ban khu vực Sardinian vào cuối tháng 8 năm 2007 
Năm 2008 họ bị tuyên bố phá sản và giải thể. Một câu lạc bộ mới SEF Tempio Pausania ngay lập tức được thành lập sau khi Polisportiva Limbara đổi tên và mua danh hiệu thể thao của Tempio.

## Danh dự
- Serie D
  - Vô địch (1): 2006
- Eccellenza Sardinia
  - Vô địch (1): 2005
- Prima Categoria Sardinia
  - Vô địch (1): 2008-09 (Girone D)